# Roland McMillan Harper
Roland McMillan Harper (Tuscaloosa, 11 de agosto de 1878-30 de abril de 1966) fue un botánico, explorador, y pteridólogo estadounidense. Realizó extensas expediciones botánicas, como la que efectuó a Georgia del Sur durante los veranos de 1895, 1896 y 1897.

## Algunas publicaciones
- 1914.  Phytogeographical notes on the coastal plain of Arkansas. En: The Plant world. Baltimore

### Libros
- 1911.  Preliminary report on the peat deposits of Florida. 375 pp.
- 1913.  Geographical report,: Including descriptions of the natural divisions of the state, their forests and forest industries, with quantitative analyses and ... survey. Economic botany of Alabama. pt. 1). Ed. Brown Printing Co.
- 1918.  A sketch of the forest geography of New Jersey. The Bulletin of the Geographical Society of Philadelphia. 19 pp.
- 2009a.  On a Collection of Plants Made in Georgia in the Summer of 1900. 172 pp. ISBN 0-217-26431-X
- 2009b.  Notes on the flora of middle Georgia (1900). 48 pp. ISBN 0-217-73787-0
- 2009c.  Taxodium Distichum And Related Species: With Notes On Some Geological Factors Influencing Their Distribution (1902). 24 pp. ISBN 1-120-71960-7

- La abreviatura «R.M.Harper» se emplea para indicar a Roland McMillan Harper como autoridad en la descripción y clasificación científica de los vegetales.[1]